# St. Michael (Ötigheim)

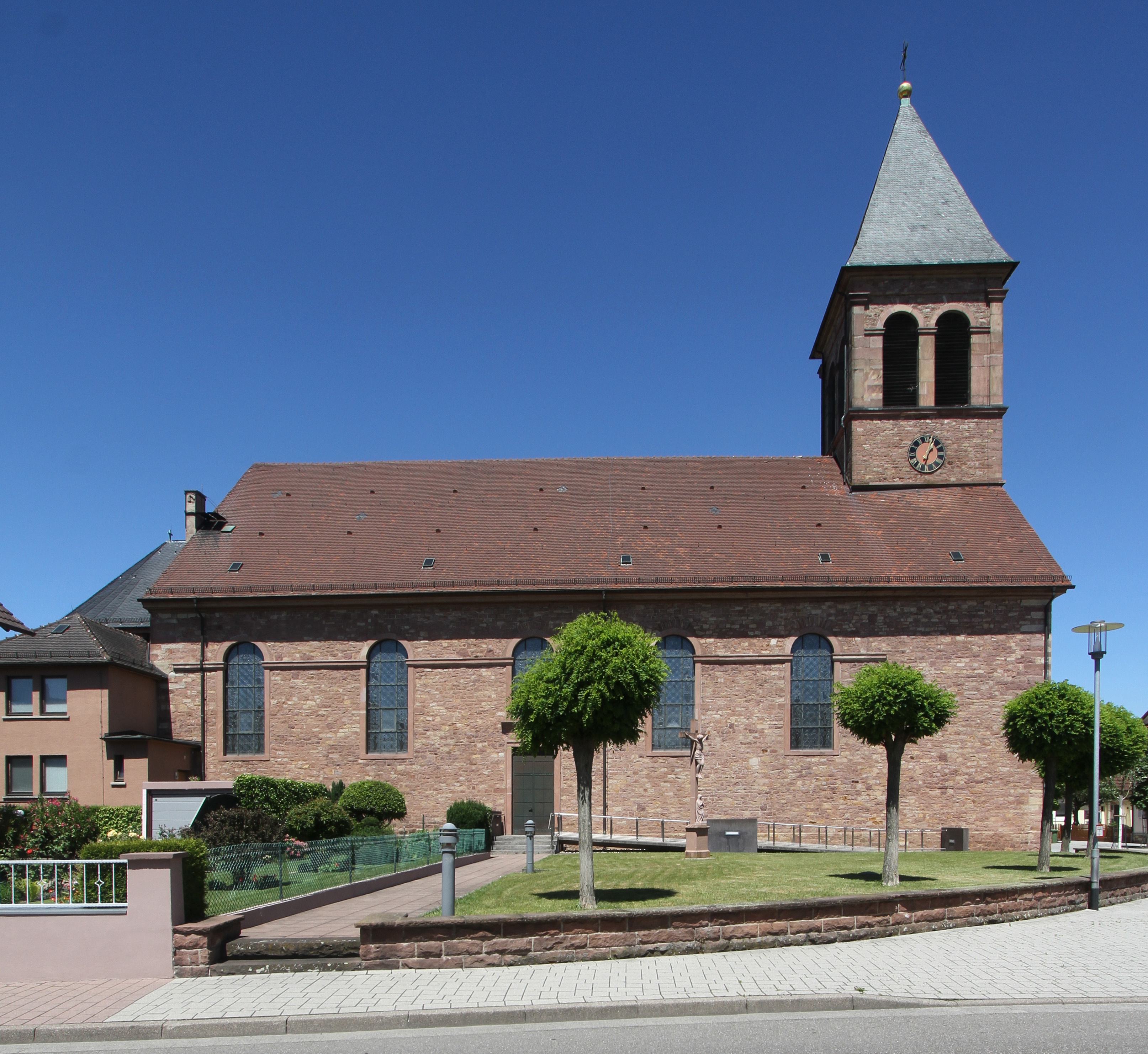
St. Michael in Ötigheim

Die römisch-katholische Pfarrkirche St. Michael steht in Ötigheim, einer Gemeinde im Landkreis Rastatt in Baden-Württemberg. Das Bauwerk ist beim Landesamt für Denkmalpflege Baden-Württemberg als Baudenkmal eingetragen. Die Kirchengemeinde gehört zum Dekanat Rastatt im Erzbistum Freiburg.

## Beschreibung

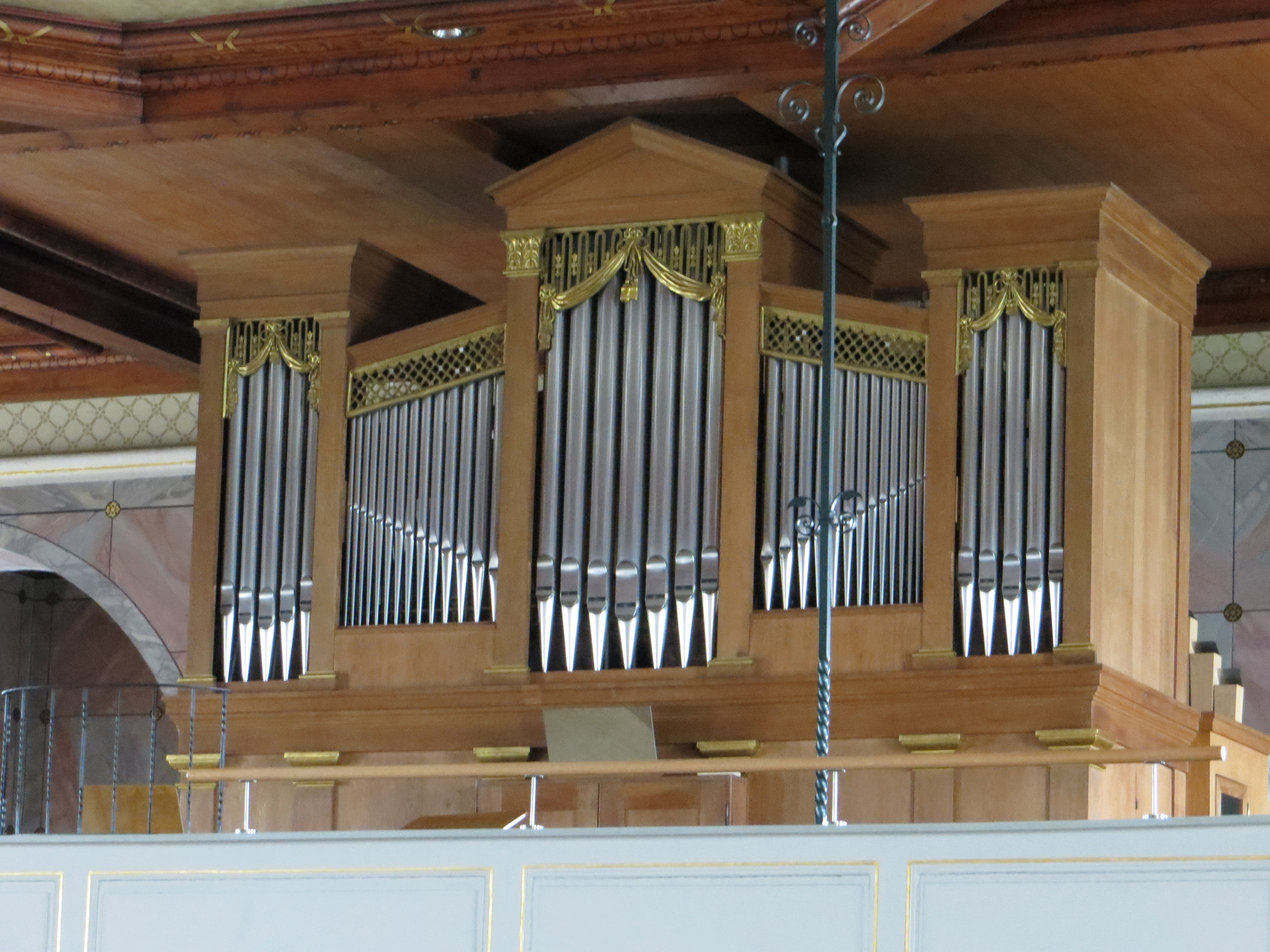
Orgel

Die Saalkirche wurde 1828–30 nach einem Entwurf von Johann Ludwig Weinbrenner errichtet. Sie besteht aus einem Langhaus, einem eingezogenen, halbrund geschlossenen Chor im Westen und einem mit einem Pyramidendach bedeckten Fassadenturm über dem Portal im Osten, dessen oberstes Geschoss hinter den als Biforien gestalteten Klangarkaden den Glockenstuhl mit fünf Kirchenglocken enthält. Darunter sind auf drei Seiten die Zifferblätter der von Perrot Turmuhren und Läuteanlagen gebauten Turmuhr untergebracht.
Die Orgel wurde 1834 von den Gebrüdern Stieffell gebaut.